# 申海青
申海青（1969年3月—），在职大学学历，硕士研究生学位，中华人民共和国政治人物，曾任盘锦市副市长，市公安局党委书记、局长，2021年11月涉嫌严重违纪违法问题被立案调查。

## 生平
1990年加入中国共产党，同年参加工作，先后任辽宁省辽阳市总工会干校教员，辽阳市委直属机关工会干事，辽阳市委直属机关团委副书记、书记，遼寧省公安廳辦公室主任科員，遼寧省葫蘆島市公安局黨委委員、副局長等职，2017年8月，开始主政辽宁省盘锦市公安局，任公安局党委书记、局长、督察长。2021年11月涉嫌严重违纪违法问题被立案调查。2022年6月遭到开除党籍、开除公职处分。